# Nicole Billa
Nicole Billa (ur. 5 marca 1996 w Kufstein) – austriacka piłkarka, występująca na pozycji napastniczki w niemieckim klubie TSG 1899 Hoffenheim. 96-krotna reprezentantka Austrii. Uczestniczka Mistrzostw Europy 2017 i 2022.

## Statystyki

### Klubowe
Na podstawie:
| Klub                | Sezonów | Liga              | Liga  | Liga   | Puchar krajowy | Puchar krajowy | Kontynentalne | Kontynentalne | Suma  | Suma   |
| Klub                | Sezonów | Liga              | Mecze | Bramki | Mecze          | Bramki         | Mecze         | Bramki        | Mecze | Bramki |
| ------------------- | ------- | ----------------- | ----- | ------ | -------------- | -------------- | ------------- | ------------- | ----- | ------ |
| FC Wacker Innsbruck | 2       | Frauen Bundesliga | 32    | 33     | 8              | 17             | –             | –             | 40    | 50     |
| SKN St. Pölten      | 2       | Frauen Bundesliga | 30    | 46     | 8              | 14             | 2             | 2             | 40    | 62     |
| TSG 1899 Hoffenheim | 9       | Frauen-Bundesliga | 171   | 84     | 20             | 10             | 10            | 4             | 201   | 98     |
|                     | Łącznie | Łącznie           | 233   | 163    | 36             | 41             | 12            | 6             | 281   | 210    |

### Reprezentacyjne
Na podstawie:
| Rozgrywki                 | Faza        | M  | Gol | Żółta kartka | Czerwona kartka |
| ------------------------- | ----------- | -- | --- | ------------ | --------------- |
| Mecze towarzyskie         | –           | 14 | 7   | 0            | 0               |
| Eliminacje MŚ 2015        | Grupa 7     | 6  | 3   | 1            | 0               |
| Eliminacje EURO 2017      | Grupa 8     | 8  | 4   | 0            | 0               |
| EURO 2017                 | Grupa C     | 3  | 0   | 0            | 0               |
| EURO 2017                 | Ćwierćfinał | 1  | 0   | 0            | 0               |
| EURO 2017                 | Półfinał    | 1  | 0   | 0            | 0               |
| Eliminacje MŚ 2019        | Grupa 7     | 8  | 3   | 0            | 0               |
| Eliminacje EURO 2022      | Grupa G     | 8  | 7   | 1            | 0               |
| EURO 2022                 | Grupa A     | 4  | 1   | 0            | 0               |
| Eliminacje MŚ 2023        | Grupa D     | 9  | 13  | 0            | 0               |
| Liga Narodów UEFA 2023/24 | Grupa A2    | 4  | 0   | 0            | 0               |

## Sukcesy
Na podstawie:

### Klubowe
Z SKN St. Pölten:
- Mistrzyni Austrii 2013/14
- Puchar Austrii 2013/14

Z TSG Hoffenheim:
- Mistrzyni Niemiec 2018/19, 2019/20